# Otiothraea avilai
Otiothraea avilai là một loài bọ cánh cứng trong họ Chrysomelidae. Loài này được Vela & Bastazo miêu tả khoa học năm 1993.